# Камилла в зелёном платье
«Камилла в зелёном платье» или «Дама в зелёном платье» (фр. Camille, ou La Femme à la robe verte) — портрет французского художника Клода Моне, написанный в 1866 году. На картине изображена ставшая впоследствии женой Моне Камилла Донсье. Моне представил картину на Парижский салон в 1866 году, где она получила одобрение критиков и стала для него особенно успешной. Сегодня портрет находится в коллекции Бременского кунстхалле.

## Описание
«Камилла в зелёном платье» — портрет в натуральную величину. Камилла одета в шелковое платье в зелёно-черную полоску и чёрный жакет, отороченный мехом. Изумрудно-зелёное платье с контрастными вертикальными полосами соответствовало моде того времени. В качестве аксессуаров — желтоватые кожаные перчатки и тёмный капор, украшенный перьями. Волосы Камиллы собраны в узел на затылке, перевязанный чёрной лентой. Фоном картины служит тёмно-красный, почти чёрный занавес.
Моне удалось передать движение через композицию картины. Шлейф платья обрывается у левого края картины, создавая движение в этом направлении, выходящее за край картины. Живость также создается игрой складок на юбке. Слегка откинутое назад положение головы представляет собой момент паузы в картине. Кажется, что фигура прислушивается к себе, а не реагирует на обращение человека. Это достигается за счёт опущенных глаз и избегания зрительного контакта со зрителем. Картина подписана «Claude Monet 1866» в правом нижнем углу.

## История создания

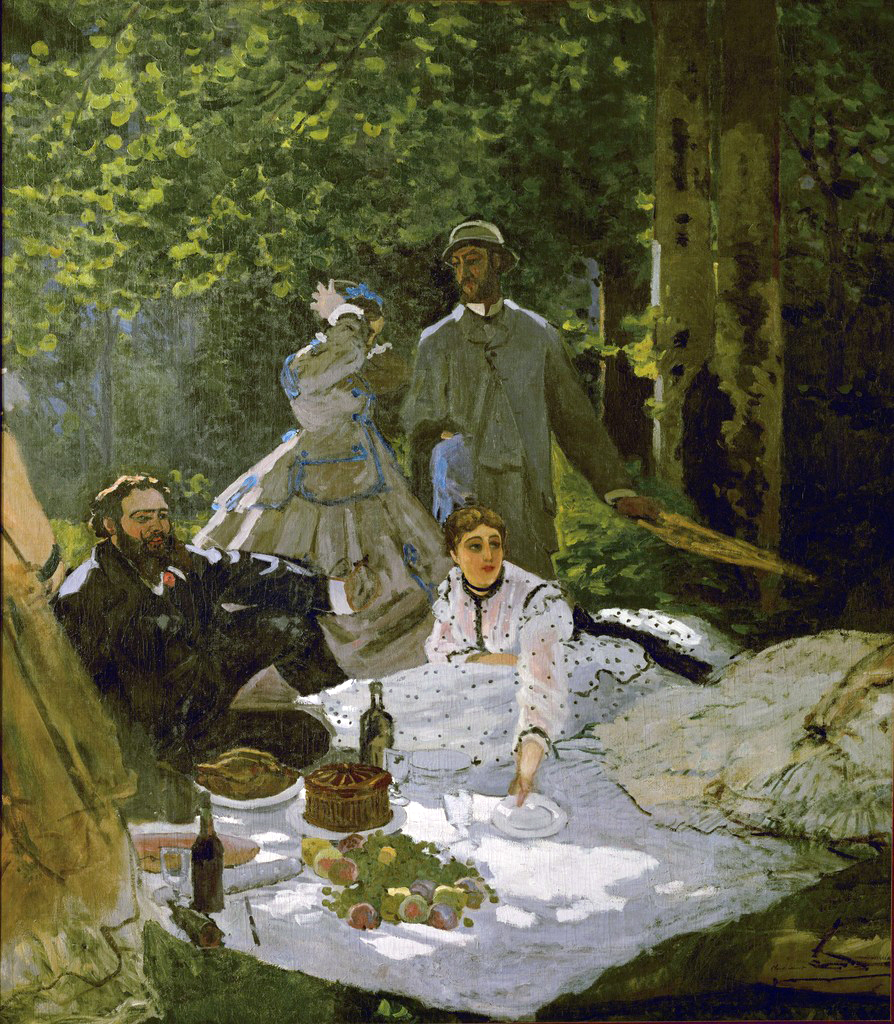
«Завтрак на траве» (правая часть), 1865—1866, Музей Орсе

Об истории создания картины известно немного. Изначально Клод Моне хотел написать многофигурную картину «Завтрак на траве» для выставки в Салоне. Однако он отказался от этого плана. Предполагаются различные причины этого. С одной стороны, Моне мог понимать, что не успеет завершить большую, сложную картину. Однако он мог быть недоволен самой картиной или — как он сам позже рассказывал — прислушаться к совету Гюстава Курбе не выставлять её, чтобы не вызывать критики. Вместо этого он написал портрет своей будущей жены. Утверждение Теофиля Торе о том, что работа над картиной заняла всего четыре дня, долгое время оспаривалось. Однако в ходе реставрации были обнаружены свидетельства быстрого стиля написания картины. Кроме того, оценка времени, данная искусствоведом, вероятно, была призвана подчеркнуть виртуозность Моне. Картина была создана в период, когда Клод Моне и его друг Фредерик Базиль всё чаще работали над крупноформатными портретами. Например, в январе 1866 года Базиль работал над картиной высотой 200 и шириной 150 сантиметров, на которой были изображены женщина и мужчина. Женщина была одета в зелёное шёлковое платье, которое он ранее позаимствовал и, возможно, передал Моне для портрета Камиллы.
Моне представил «Камиллу в зелёном платье» в Парижский салон до окончательного срока — 20 марта 1866 года, вместе с пейзажем «Улица Шайи». Он не назвал себя учеником Шарля Глейра, который в том году был вице-президентом жюри из 24 членов, как Альфред Сислей или Базиль. Обе картины были допущены к участию в выставке Салона, где «Камилла в зелёном платье» получила в основном положительные отзывы публики и критиков. Дилеры Cadart & Luquet заказали уменьшенную копию картины, и продажи работ Моне также выросли. Два года спустя, в 1868 году, Клод Моне выставил картину «Камилла в зелёном платье» в Гавре на «Международной морской выставке». Там он получил серебряную медаль. Впоследствии картина была продана.

## Источники вдохновения

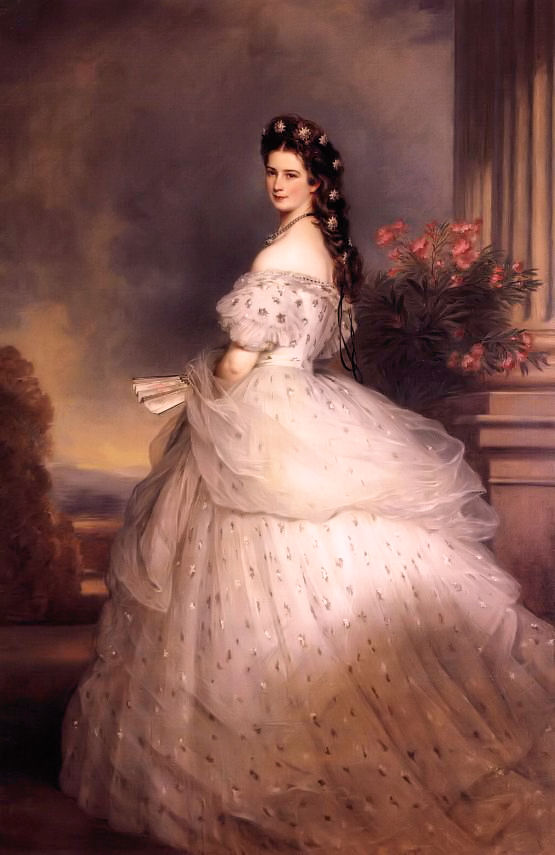
Портрет императрицы Елизаветы, Франц Ксавер Винтерхальтер, 1865 год